# Bagi Aranka
Bagi Aranka, Rajkai Zsomborné (Tiszagyenda, 1945. április 1. – 2020. december 9.) magyar-orosz szakos középiskolai tanár, író, újságíró.

## Élete, munkássága
1945. április 1-jén a Szolnok megyei Tiszagyendán született. A tanulmányait Bánhalmán, Kunhegyesen kezdte. Karcagon járt középiskolába, itt érettségizett, majd Debrecenben a Kossuth Lajos Tudományegyetem bölcsészkarán szerzett diplomát. Ezután  egy évig – az 1967/68-as tanévben – Kunhegyesen tanított.
1969 óta Kazincbarcika megbecsült polgára. Harmincegy évig volt középiskolai tanár: 1982-ig az Irinyi János Vegyipari Szakközépiskolában, 1982-től 2000-ig a Ságvári Endre Gimnáziumban dolgozott, közben újságírói és diákszínjátszó-rendezői tevékenységet is folytatott.
1983-ban a Favágók című jelenetét feldolgozta a Magyar Televízió. Az Öngól című egyfelvonásosa – saját rendezésében – aranyminősítést kapott 1985-ben az Országos Diáknapokon. 1996 óta tagja a Magyar Újságírók Országos Szövetségének. A 2004-ben megjelent kunhegyesi Szavak szárnyán című irodalmi antológia szerkesztője és lektora volt.

## Művei
- Maszk szalon – humoros írások (Accordia Kiadó, Budapest, 1998) ISBN 9638586524
- Brósz avagy Tiltó táblák művirággal – kétfelvonásos vígjáték (Accordia Kiadó, Budapest, 2000) ISBN 9639242209
- Emléktöredékek – írások a szeretetről[2] (szerzői kiadás, Kazincbarcika, 2001) ISBN 9634403662
- Mozaikképek múltról és jelenről (Kunhegyes, 2010) ISBN 9789638767042
- Huszonkét antológiában szerepelnek az írásai.

## Újságíró
- Hét évig az Észak-Magyarország külső munkatársa volt.
- 1989-től a Barcikai Históriás és a Kazincbarcikai Közélet is gyakran közölte a cikkeit.
- Az 1992-től évenként rendszeresen megjelenő Kunhegyesi nagykun kalendáriumban is rendszeresen publikált.

## Díja
- A Magyar Kultúra Lovagja (2002)